# Jan Anthonie Bruijn
Jan Anthonie Bruijn (Den Haag, 7 februari 1958) is een Nederlands hoogleraar immunopathologie aan de Universiteit Leiden en politicus namens de Volkspartij voor Vrijheid en Democratie (VVD). Sinds 2 juli 2019 is hij voorzitter van de Eerste Kamer der Staten-Generaal. 

## Levensloop
Bruijn doorliep het Rijnlands Lyceum in Wassenaar en studeerde geneeskunde aan de Johns Hopkins University in Baltimore en de Erasmus Universiteit Rotterdam. Hij promoveerde in 1988 aan de Rijksuniversiteit Leiden op een studie naar de behandeling van chronische nierontstekingen. Hij kreeg voor deze studie financiële ondersteuning van de Nierstichting Nederland. Uiteindelijk specialiseerde hij zich in nefropathologie (nierziekten) en pathologie.
Hij is werkzaam bij het Leids Universitair Medisch Centrum waar hij in 1991 universitair docent van de vakgroep pathologie werd en in 1993 universitair hoofddocent. In 1996 werd hij benoemd tot hoogleraar immunopathologie. Bruijn was in de periode 1990-1991 tevens visiting research fellow aan Harvard University Medical School.
Bruijn is tevens actief binnen de VVD, zowel lokaal in Wassenaar, de afdeling Zuid-Holland-Noord als in commissies en werkgroepen van de landelijke partij. In 2010, 2012 en 2017 was hij voorzitter van de commissie die het landelijke VVD-verkiezingsprogramma schreef. In 2011 stond hij op de zeventiende plaats van de VVD-kandidatenlijst voor de Eerste Kamerverkiezingen; hij werd niet gekozen.
Per 1 januari 2012 werd hij benoemd tot voorzitter van de Adviesraad voor het Wetenschaps- en Technologiebeleid (AWT). Op 6 november 2012 werd Bruijn geïnstalleerd als lid van de Eerste Kamer. Hij was benoemd in de vacature die was ontstaan door het aftreden van Jos van Rey. Bij de Eerste Kamerverkiezingen in 2015, in 2019 en in 2023 werd hij herkozen.
Sinds 2016 is hij voorzitter van de Raad van Toezicht van de Amsterdamse Hogeschool voor de Kunsten. Bruijn was na de gemeenteraadsverkiezingen van 2018 informateur en formateur in Leidschendam-Voorburg en formateur in Rotterdam. Op 2 juli 2019 werd Bruijn gekozen als voorzitter van de Eerste Kamer. Op 27 juni 2023 werd hij herverkozen voor een tweede termijn als voorzitter. 

## Privé
Bruijn was enkele jaren organist in de Leidse Pieterskerk bij de opening van het academisch jaar, evenals bij de diesviering.

## Onderscheidingen

### buitenlandse onderscheidingen
- Opgenomen in de Orde van Koninklijke Onderscheidingen Eerste Klasse van Oman, 14 april 2025

- Ridder Grootkruis in de Orde van Burgerlijke Verdienste van Spanje, 17 april 2024
- Grootofficier in de Orde van Verdienste van de Republiek Frankrijk (Grand Officier de l’Ordre National Du Mérite de la Republique Francaise), 11 april 2023
- Grootofficier in de Orde van Verdienste van de Republiek Italië (Grande Ufficiale d’Ordine al merito della Repubblica Italiana), 9 november 2022

### overige onderscheidingen en prijzen
- Houder van de Thorbeckepenning, 2 december 2024
- Drager van de Koninklijke Inhuldigingsmedaille 2013, 30 april 2013